# Liste der Stolpersteine in Goch
Die Liste der Stolpersteine in Goch enthält alle Stolpersteine, die im Rahmen des gleichnamigen Projekts von Gunter Demnig in Goch verlegt wurden. Mit ihnen soll an Opfer des Nationalsozialismus erinnert werden, die in Goch lebten und wirkten.

## Verlegte Stolpersteine
| Adresse              | Verlege- datum | Person, Inschrift | Bild                                               | Anmerkung |
| -------------------- | -------------- | --- | -------------------------------------------------- | --- |
| Bahnhofstraße 23 ·   | 14. Dez. 2015  | Hier wohnte Ludwig Hartog Jg. 1848 Flucht 1938 Holland tot 9.4.1939 Den Haag                                                                                | Stolperstein für Ludwig Hartog                     | |
| Bahnhofstraße 23 ·   | 14. Dez. 2015  | Hier wohnte Hermann Stern Jg. 1900, Flucht 1935 Frankreich                                                                                                  | Stolperstein für Hermann Stern                     | |
| Bahnhofstraße 26 ·   | 14. Dez. 2015  | Hier wohnte Hermann Epstein Jg. 1866 'Schutzhaft’ 1938 Gefängnis Kleve Flucht 1939 Holland versteckt gelebt                                                 | Stolperstein für Hermann Epstein                   | |
| Bahnhofstraße 26 ·   | 14. Dez. 2015  | Hier wohnte Lina Epstein Jg. 1875 Flucht 1939 Holland versteckt gelebt                                                                                      | Stolperstein für Lina Epstein geb. Sondhelm        | |
| Bahnhofstraße 26 ·   | 14. Dez. 2015  | Hier wohnte Max Epstein Jg. 1902 'Schutzhaft’ 1938 Gefängnis Kleve Flucht 1939 Holland versteckt gelebt                                                     | Stolperstein für Max Epstein                       | |
| Bahnhofstraße 28 ·   | 9. Dez. 2014   | Hier wohnte Jenny Jacobs geb. Meyer Jg. 1856 gedemütigt / entrechtet tot 5.3.1942                                                                           | Stolperstein Goch Bahnhofstraße 28 Jenny Jacobs    | |
| Bahnhofstraße 28 ·   | 9. Dez. 2014   | Hier wohnte Auguste Victoria Koopmann Jg. 1891 Flucht 1939 England                                                                                          | Stolperstein für Auguste Victoria Koopmann         | |
| Bahnhofstraße 28 ·   | 9. Dez. 2014   | Hier wohnte Henriette Rosenbaum Jg. 1888 deportiert 1941 Riga ermordet                                                                                      | Stolperstein für Henriette Rosenbaum               | |
| Bahnhofstraße 87 ·   | 14. Juni 2016  | Hier wohnte Selma Frank geb. Oster Jg. 1892 Flucht 1937 Holland interniert Westerbork deportiert 1942 Auschwitz ermordet 8.9.1942                           | Stolperstein für Selma Frank geb. Oster            | |
| Bahnhofstraße 87 ·   | 14. Juni 2016  | Hier wohnte Moritz Frank Jg. 1889 Flucht 1937 Holland interniert Westerbork deportiert 1942 Auschwitz ermordet 8.9.1942                                     | Stolperstein für Moritz Frank                      | |
| Blumenplatz 4 ·      | 27. Feb. 2015  | Hier wohnte Franz Schneider im Widerstand / KPD 'Schutzhaft’ 1933 Haftanstalt Kleve erschlagen von SA 22.4.1933                                             | Stolperstein für Franz Schneider                   | |
| Brückenstraße 37 ·   | 4. Okt. 2013   | Hier wohnte Erna Valk geb. Stern Jg. 1905 deportiert 1941 Riga 1944 Stutthof Todesmarsch 1945 geflohen/versteckt überlebt                                   | Stolperstein für Erna Valk geb. Stern              | "Meine Erlebnisse in der Zeit vom 10. Dezember 1941 bis 30. Juni 1945" The Wiener Library, Ghetto Riga und Konzentrationslager Stutthof, P.III., No. 367 |
| Brückenstraße 37 ·   | 4. Okt. 2013   | Hier wohnte Leni Valk Jg. 1933 Flucht 1938 Holland interniert Westerborg deportiert 1943 Sobibor ermordet 21.5.1943                                         | Stolperstein für Leni Valk                         | |
| Brückenstraße 37 ·   | 4. Okt. 2013   | Hier wohnte Walter Valk Jg. 1897 'Schutzhaft’ 1938 Dachau deportiert 1941 Riga/Stutthof Buchenwald Theresienstadt befreit/überlebt                          | Stolperstein für Walter Valk                       | |
| Herzogenstraße 8 ·   | 9. Dez. 2014   | Hier wohnte Helene Spanier verh. Friedberger Jg. 1888 deportiert 1941 Lodz / Litzmannstadt ermordet 10.5.1942 Chelmno / Kulmhof                             | Stolperstein für Helene Spanier verh. Friedberger  | |
| Herzogenstraße 8 ·   | 9. Dez. 2014   | Hier wohnte Simon Spanier Jg. 1850 gedemütigt / entrechtet tot 3.5.1940                                                                                     | Stolperstein für Simon Spanier                     | |
| Herzogenstraße 8 ·   | 4. Juni 2014   | Hier wohnte Elise Cohen geb. Kern Jg. 1904 deportiert 1941 Lodz / Litzmannstadt ermordet 7.5.1942 Chelmno / Kulmhof                                         | Stolperstein für Elise Cohen geb. Kern             | |
| Herzogenstraße 8 ·   | 4. Juni 2014   | Hier wohnte Herbert Cohen Jg. 1931 Flucht 1938 Holland interniert Westerborg deportiert 1944 Auschwitz ermordet 25.10.1944                                  | Stolperstein für Herbert Cohen                     | |
| Herzogenstraße 8 ·   | 4. Juni 2014   | Hier wohnte Jakob Cohen Jg. 1899 deportiert 1941 Lodz / Litzmannstadt ermordet 7.5.1942 Chemno / Kulmhof                                                    | Stolperstein für Jakob Cohen                       | |
| Herzogenstraße 8 ·   | 4. Juni 2014   | Hier wohnte Margot Cohen Jg. 1932 Flucht 1938 Holland versteckt gelebt befreit / überlebt                                                                   | Stolperstein für Margot Cohen                      | |
| Herzogenstraße 21 ·  | 14. Dez. 2015  | Hier wohnte Martha Spanier geb.Spanier Jg. 1886 Flucht 1939 Holland versteckt gelebt                                                                        | Stolperstein für Martha Spanier geb.Spanier        | |
| Herzogenstraße 21 ·  | 14. Dez. 2015  | Hier wohnte Rosette Spanier geb. Coppel Jg. 1843 gedemütigt/entrechtet tot 3.2.1934                                                                         | Stolperstein für Rosette Spanier geb. Coppel       | |
| Herzogenstraße 21 ·  | 14. Dez. 2015  | Hier wohnte Henriette Spanier Jg. 1874 gedemütigt/entrechtet tot 20.10.1936                                                                                 | Stolperstein für Henriette Spanier                 | |
| Herzogenstraße 21 ·  | 14. Dez. 2015  | Hier wohnte Leo Spanier Jg. 1880 'Schutzhaft’ 1938 Gefängnis Kleve Flucht 1939 Holland versteckt gelebt                                                     | Stolperstein für Leo Spanier                       | |
| Herzogenstraße 21 ·  | 14. Dez. 2015  | Hier wohnte Michael Spanier Jg. 1844 gedemütigt/entrechtet tot 11.3.1938                                                                                    | Stolperstein für Michael Spanier                   | |
| Herzogenstraße 36 ·  | 9. Dez. 2014   | Hier wohnte Alwine Stern Jg. 1858 gedemütigt / entrechtet tot 20.4.1937                                                                                     | Stolperstein für Alwine Stern                      | |
| Herzogenstraße 36 ·  | 9. Dez. 2014   | Hier wohnte Jakob Stern Jg. 1864 deportiert 1942 Theresienstadt ermordet 17.8.1942                                                                          | Stolperstein für Jakob Stern                       | |
| Herzogenstraße 36 ·  | 9. Dez. 2014   | Hier wohnte Rosetta Stern Jg. 1860 deportiert 1942 Theresienstadt ermordet 17.9.1942                                                                        | Stolperstein für Rosetta Stern                     | |
| Hinterm Engel 20 ·   | 9. Dez. 2014   | Hier wohnte Anton Kleintjes Jg. 1904 eingewiesen 1932 Heilanstalt Bedburg 'verlegt’ 26.3.1940 Landes-Pflegeanstald Brandenburg ermordet 26.3.1940 Aktion T4 | Stolperstein für Anton Kleintjes                   | |
| Hubertusstraße 18 ·  | 7. Dez. 2014   | Hier wohnte Hubert Kleintjes Jg. 1907 eingewiesen 1934 Heilanstalt Bedburg 'verlegt’ 26.3.1940 Land-Pflegeanstalt Brandenburg ermordet 26.3.1940 Aktion T4  | Stolperstein für Hubert Kleintjes                  | |
| Leeger-Weezer-Weg ·  | 4. Juni 2014   | Hier lehrte Ellen van Leeuwen geb. Hoffmann Jg. 1919 deportiert 1943 Theresienstadt 1944 Auschwitz Todesmarsch 1945 ermordet                                | Stolperstein für Ellen van Leeuwen geb. Hoffmann   | |
| Leeger-Weezer-Weg ·  | 4. Juni 2014   | Hier lehrte Johanna Wunder geb. Hoffmann Jg. 1917 im Widerstand verhaftet 1943 deportiert 1944 Ravensbrück befreit / überlebt                               | Stolperstein für Johanna Wunder geb. Hoffmann      | |
| Mühlenstraße 1 ·     | 14. Juni 2016  | Hier wohnte Helene Hertz geb. Stiel Jg. 1864 deportiert 1942 Theresienstadt ermordet 2.1.1943                                                               | Stolperstein für Helene Hertz geb. Stiel           | |
| Mühlenstraße 1 ·     | 14. Juni 2016  | Hier wohnte Hermann Hertz Jg. 1858 gedemütigt/entrechtet tot 24.6.1938                                                                                      | Stolperstein für Hermann Hertz                     | |
| Mühlenstraße 1 ·     | 14. Juni 2016  | Hier wohnte Ilse Hertz geb. Isaak Jg. 1917 Flucht 1939 Cuba MS Orinoco Einreise verweigert Hamburg/Aschaffenburg Flucht 1940 USA                            | Stolperstein für Ilse Hertz geb. Isaak             | |
| Mühlenstraße 1 ·     | 14. Juni 2016  | Hier wohnte Otto Hertz Jg. 1903 'Schutzhaft’ 1938 Dachau Flucht 1938 Cuba                                                                                   | Stolperstein für Otto Hertz                        | |
| Mühlenstraße 5 ·     | 4. Juni 2014   | Hier wohnte Edith Meyer Jg. 1937 deportiert 1941 Riga ermordet                                                                                              | Stolperstein für Edith Meyer                       | |
| Mühlenstraße 5 ·     | 4. Juni 2014   | Hier wohnte Emil Meyer Jg. 1900 deportiert 1941 Riga 1944 Stutthof ermordet                                                                                 | Stolperstein für Emil Meyer                        | |
| Mühlenstraße 5 ·     | 4. Juni 2014   | Hier wohnte Gideon Meyer Jg. 1939 deportiert 1941 Riga ermordet                                                                                             | Stolperstein für Gideon Meyer                      | |
| Mühlenstraße 5 ·     | 4. Juni 2014   | Hier wohnte Grete Meyer geb. Bruch Jg. 1912 deportiert 1941 Riga 1944 Stutthof Todesmarsch 1945 überlebt                                                    | Stolperstein für Grete Meyer geb. Bruch            | |
| Mühlenstraße 5 ·     | 4. Juni 2014   | Hier wohnte Joseph Bruch Jg. 1875 gedemütigt / entrechtet tot 18.12.1941                                                                                    | Stolperstein für Joseph Bruch                      | |
| Mühlenstraße 5 ·     | 4. Juni 2014   | Hier wohnte Sibilla Bruch Jg. 1874 deportiert 1942 Theresienstadt 1944 Auschwitz ermordet                                                                   | Stolperstein für Sibilla Bruch                     | |
| Mühlenstraße 27 ·    | 27. Feb. 2015  | Hier wohnte Ernst Kann Jg. 1895 Flucht 1933 Holland versteckt gelebt befreit / überlebt                                                                     | Stolperstein für Ernst Kann                        | |
| Mühlenstraße 27 ·    | 27. Feb. 2015  | Hier wohnte Hedwig Kann geb. Koppel Jg. 1896 Flucht 1933 Holland versteckt gelebt befreit / überlebt                                                        | Stolperstein für Hedwig Kann geb. Koppel           | |
| Mühlenstraße 27 ·    | 27. Feb. 2015  | Hier wohnte Lore Kann Jg. 1923 Flucht 1933 Holland im Widerstand interniert Westerborg deportiert 1944 Theresienstadt befreit / überlebt                    | Stolperstein für Lore Kann                         | |
| Mühlenstraße 27 ·    | 27. Feb. 2015  | Hier wohnte Rosemarie Kann Jg. 1930 Flucht 1933 Holland versteckt gelebt befreit / überlebt                                                                 | Stolperstein für Rosemarie Kann                    | |
| Mühlenstraße 27 ·    | 27. Feb. 2015  | Hier wohnte Clara Koppel geb. Leijser Jg. 1861 Flucht 1933 Holland interniert Westerborg deportiert 1943 Sobibor ermordet 11.6.1943                         | Stolperstein für Clara Koppel geb. Leijser         | |
| Mühlenstraße 37 ·    | 14. Juni 2016  | Hier wohnte Hulda Koopmann Jg. 1892 deportiert 1941 Riga ermordet                                                                                           | Stolperstein für Hulda Koopmann                    | |
| Mühlenstraße 37 ·    | 14. Juni 2016  | Hier wohnte Ludwig Koopmann Jg. 1855 gedemütigt/entrechtet tot 10.4.1939                                                                                    | Stolperstein für Ludwig Koopmann                   | |
| Mühlenstraße 37 ·    | 14. Juni 2016  | Hier wohnte Amanda Koopmann Jg. 1894 deportiert 1941 Riga 1944 Stutthof ermordet                                                                            | Stolperstein für Amanda Koopmann                   | |
| Mühlenstraße 44 ·    | 14. Juni 2016  | Hier wohnte Sophie Stern geb. Heymann Jg. 1893 Flucht 1939 Holland interniert Westerbork deportiert 1942 Auschwitz ermordet 2.11.1942                       | Stolperstein für Sophie Stern geb. Heymann         | |
| Mühlenstraße 44 ·    | 14. Juni 2016  | Hier wohnte Otto Stern Jg. 1889 'Schutzhaft’ 1938 Dachau Flucht 1939 Holland interniert Westerbork deportiert 1942 Auschwitz ermordet 2.11.1942             | Stolperstein für Otto Stern                        | |
| Mühlenstraße 51 ·    | 14. Dez. 2015  | Hier wohnte Paul Sternefeld Jg. 1900 Flucht 1939 Chile | Stolperstein für Paul Sternefeld                   | |
| Mühlenstraße 51 ·    | 14. Dez. 2015  | Hier wohnte Emma Wertheimer geb. Weil Jg. 1870 Flucht 1935 Holland interniert Westerborg deportiert 1942 Auschwitz ermordet 13.11.1942                      | Stolperstein für Emma Wertheimer geb. Weil         | |
| Mühlenstraße 51 ·    | 14. Dez. 2015  | Hier wohnte Fanny Badmann geb.Jacoby Jg. 1871 gedemütigt / entrechtet tot 30.10.1940                                                                        | Stolperstein für Fanny Badmann geb.Jacoby          | |
| Mühlenstraße 51 ·    | 14. Dez. 2015  | Hier wohnte Karl Sternefeld Jg. 1888 'Schutzhaft’ 1938 Dachau deportiert 1941 Lodz / Litzmannstadt ermordet 7.5.1942 Chelmno / Kulmhof                      | Stolperstein für Karl Sternefeld                   | |
| Neuestraße 2 ·       | 14. Juni 2016  | Hier wohnte Gerd Horseling Jg. 1903 im Widerstand / KPD 'Schutzhaft’ 1933 Sonnenburg Gefängnis Kleve entlassen 1933                                         | Stolperstein für Gerd Horseling                    | |
| Nordring 4 ·         | 14. Dez. 2015  | Hier wohnte Klara Stern geb.Gomperts Jg. 1907 Flucht 1938 Holland vor Deportation Flucht in den Tod 27.8.1942 Breda                                         | Stolperstein für Klara Stern geb.Gomperts          | |
| Nordring 4 ·         | 14. Dez. 2015  | Hier wohnte Rolf-Peter Stern Jg. 1932 Flucht 1938 Holland interniert Westerborg deportiert 1943 Sobibor ermordet 23.7.1943                                  | Stolperstein für Rolf-Peter Stern                  | |
| Nordring 4 ·         | 14. Dez. 2015  | Hier wohnte Walter Stern Jg. 1903 Flucht 1938 Holland verhaftet 1942 interniert Amersfoort deportiert 1942 Mauthausen ermordet 5.9.1942                     | Stolperstein für Walter Stern                      | |
| Parkstraße 17 ·      | 27. Feb. 2015  | Hier wohnte Katharina Mayer geb. Siegert Jg. 1902 gedemütigt / entrechtet überlebt                                                                          | Stolperstein Goch Parkstraße 17 Katharina Mayer    | |
| Parkstraße 17 ·      | 27. Feb. 2015  | Hier wohnte Otto Mayer Jg. 1900 Flucht 1944 Holland zurückgekehrt tot bei Bombenangriff 7.2.1945                                                            | Stolperstein Goch Parkstraße 17 Otto Mayer         | |
| Parkstraße 17 ·      | 27. Feb. 2015  | Hier wohnte Ruth Mayer Jg. 1937 gedemütigt / entrechtet überlebt                                                                                            | Stolperstein Goch Parkstraße 17 Ruth Mayer         | |
| Thomashof 1 · Goch · | 14. Juni 2016  | Hier wohnte Johannes Stern Jg. 1903 Flucht 1935 Italien | Stolperstein für Johannes Stern                    | |
| Voßstraße 5 ·        | 4. Juni 2014   | Hier wohnte Arthur Bruckmann Jg. 1905 Flucht 1938 USA | Stolperstein für Arthur Bruckmann                  | |
| Voßstraße 5 ·        | 4. Juni 2014   | Hier wohnte Friedrich Bruckmann Jg. 1899 'Schutzhaft’ 1938 Dachau deportiert 1941 Riga 1944 Dachau ermordet 5.12.19                                         | Stolperstein für Friedrich Bruckmann               | |
| Voßstraße 5 ·        | 4. Juni 2014   | Hier wohnte Jenny Bruckmann Jg. 1902 deportiert 1941 Riga 1944 Stutthof ermordet                                                                            | Stolperstein für Jenny Bruckmann                   | |
| Voßstraße 5 ·        | 4. Juni 2014   | Hier wohnte Rosalie Bruckmann geb. Trum Jg. 1909 deportiert 1941 Riga 1944 Stutthof ermordet                                                                | Stolperstein für Rosalie Bruckmann geb. Trum       | |
| Voßstraße 12 ·       | 4. Juni 2014   | Hier wohnte Johanna Devries Jg. 1880 deportiert 1941 Riga ermordet                                                                                          | Stolperstein für Johanna Devries                   | |
| Voßstraße 12 ·       | 4. Juni 2014   | Hier wohnte Erna Auerbach Jg. 1895 deportiert 1941 Lodz / Litzmannstadt ermordet 9.5.1942 Chelmno/Kulmhof                                                   | Stolperstein für Erna Auerbach                     | |
| Voßstraße 12 ·       | 4. Juni 2014   | Hier wohnte Adolf Devries Jg. 1876 'Schutzhaft’ 1938 deportiert 1941 Lodz / Litzmannstadt ermordet 18.7.1942                                                | Stolperstein für Adolf Devries                     | |
| Voßstraße 12 ·       | 4. Juni 2014   | Hier wohnte Max-Adolf Devries Jg. 1914 Flucht 1938 Australien                                                                                               | Stolperstein für Max-Adolf Devries                 | |
| Voßstraße 16 ·       | 4. Juni 2014   | Hier wohnte Anna Hoffmann geb. Koopmann Jg. 1891 im Widerstand Flucht 1939 Belgien / Frankreich interniert Drancy 1942 Auschwitz ermordet                   | Stolperstein für Anna Hoffmann                     | |
| Voßstraße 16 ·       | 4. Juni 2014   | Hier wohnte Ellen van Leeuwen geb. Hoffmann Jg. 1919 deportiert 1943 Theresienstadt 1944 Auschwitz Todesmarsch 1945 ermordet                                | Stolperstein für Ellen van Leeuwen geb. Hoffmann   | |
| Voßstraße 16 ·       | 4. Juni 2014   | Hier wohnte Johanna Wunder geb. Hoffmann Jg. 1917 im Widerstand verhaftet 1943 deportiert 1944 Ravensbrück befreit / überlebt                               | Stolperstein für Johanna Wunder geb. Hoffmann      | |
| Voßstraße 16 ·       | 4. Juni 2014   | Hier wohnte Kurt Hoffmann Jg. 1920 'Schutzhaft’ 1938 Dachau überlebt                                                                                        | Stolperstein für Kurt Hoffmann                     | |
| Voßstraße 16 ·       | 4. Juni 2014   | Hier wohnte Sigmund Bruenell Jg. 1892 verhaftet 1939 'Fluchthilfe' Strafanstalt Derendorf Flucht 1940 Shanghai / USA                                        | Stolperstein für Sigmund Bruenell                  | |
| Voßstraße 16 ·       | 4. Juni 2014   | Hier wohnte Hannelore Bruenell Jg. 1930 deportiert 1941 Lodz / Litzmannstadt ermordet 7.5.1942 Chelmno / Kulmhof                                            | Stolperstein für Hannelore Bruenell                | |
| Voßstraße 16 ·       | 4. Juni 2014   | Hier wohnte Herbert Bruenell Jg. 1926 deportiert 1941 Lodz / Litzmannstadt ermordet 7.5.1942 Chelmno / Kulmhof                                              | Stolperstein für Herbert Bruenell                  | |
| Voßstraße 16 ·       | 4. Juni 2014   | Hier wohnte Hertha Bruenell Jg. 1896 deportiert 1941 Lodz / Litzmannstadt ermordet 7.5.1942 Chelmno / Kulmhof                                               | Stolperstein für Hertha Bruenell                   | |
| Voßstraße 16 ·       | 4. Juni 2014   | Hier wohnte Johanna Koopmann geb. Gerson Jg. 1870 gedemütigt / entrechtet tot 18.12.1941                                                                    | Stolperstein für Johanna Koopmann geb. Gerson      | |
| Voßstraße 17 ·       | 14. Juni 2016  | Hier wohnte Antonie Jacobsohn geb. Vyth Jg. 1870 Flucht 1937 Holland interniert Westerbork deportiert 1943 Sobibor ermordet 7.5.1943                        | Stolperstein für Antonie Jacobsohn geb. Vyth       | |
| Voßstraße 17 ·       | 14. Juni 2016  | Hier wohnte Max Jacobsohn Jg. 1861 Flucht 1937 Holland tot 26.2.1938 Nijmegen                                                                               | Stolperstein für Max Jacobsohn                     | |
| Voßstraße 28 ·       | 14. Juni 2016  | Hier wohnte Josef Gerson Jg. 1868 gedemütigt/entrechtet tot 9.10.1938                                                                                       | Stolperstein für Josef Gerson                      | |
| Voßstraße 42 ·       | 27. Feb. 2015  | Hier wohnte Betty Seligmann geb. Oppenheimer Jg. 1896 deportiert 1942 ermordet in Auschwitz                                                                 | Stolperstein für Betty Seligmann geb. Oppenheimer  | |
| Voßstraße 42 ·       | 27. Feb. 2015  | Hier wohnte Else Willner geb. Oppenheimer Jg. 1898 Flucht 1938 USA                                                                                          | Stolperstein für Else Willner geb. Oppenheimer     | |
| Voßstraße 42 ·       | 27. Feb. 2015  | Hier wohnte Friederike Oppenheimer geb. Cohen Jg. 1867 gedemütigt / entrechtet tot 12.11.1941 Leipzig                                                       | Stolperstein für Friederike Oppenheimer geb. Cohen | |
| Voßstraße 42 ·       | 27. Feb. 2015  | Hier wohnte Henriette Oppenheimer Jg. 1883 Flucht 1939 Palästina                                                                                            | Stolperstein für Henriette Oppenheimer             | |
| Voßstraße 42 ·       | 27. Feb. 2015  | Hier wohnte Joseph Seligmann Jg. 1925 Kindertransport 1938 Belgien im Widerstand 1942 versteckt gelebt befreit / überlebt                                   | Stolperstein für Joseph Seligmann                  | |
| Voßstraße 42 ·       | 27. Feb. 2015  | Hier wohnte Leah Willner Jg. 1934 Flucht 1938 USA | Stolperstein für Leah Willner                      | |
| Voßstraße 42 ·       | 27. Feb. 2015  | Hier wohnte Ludwig Willner Jg. 1904 Flucht 1937 USA | Stolperstein für Ludwig Willner                    | |
| Voßstraße 42 ·       | 27. Feb. 2015  | Hier wohnte Eva Willner Jg. 1936 Flucht 1938 USA | Stolperstein für Eva Willner                       | |
| Voßstraße 96 ·       | 27. Feb. 2015  | Hier wohnte Friedrich Sternefeld Jg. 1893 'Schutzhaft'1933 Flucht 1933 Holland eingewiesen 1935 Heilanstalt Eglfing tot 16.3.1937 Haar                      | Stolperstein für Friedrich Sternefeld              | |
| Voßstraße 96 ·       | 27. Feb. 2015  | Hier wohnte Heinz Sternefeld Jg. 1920 Flucht Holland 1936 Argentinien                                                                                       | Stolperstein für Heinz Sternefeld                  | |
| Weezerstraße 29 ·    | 27. Feb. 2015  | Hier wohnte Abraham Cohen Jg. 1861 Flucht 1939 Holland interniert Westerbork deportiert 1943 Sobibor ermordet 13.3.1943                                     | Stolperstein für Abraham Cohen                     | |
| Weezerstraße 29 ·    | 27. Feb. 2015  | Hier wohnte Else Cohen Jg. 1906 deportiert 1942 Izbica ermordet                                                                                             | Stolperstein für Else Cohen                        | |
| Weezerstraße 29 ·    | 27. Feb. 2015  | Hier wohnte Gabriel Cohen Jg. 1924 Flucht 1939 Holland interniert Westerbork deportiert 1943 Sobibor ermordet 4.6.1943                                      | Stolperstein für Gabriel Cohen                     | |
| Weezerstraße 29 ·    | 27. Feb. 2015  | Hier wohnte Paula Cohen geb. Kaufmann Jg. 1889 deportiert 1943 Riga 1944 Stutthof ermordet 28.11.1944                                                       | Stolperstein für Paula Cohen geb. Kaufmann         | |
| Weezerstraße 29 ·    | 27. Feb. 2015  | Hier wohnte Werner Cohen Jg. 1921 Flucht 1939 Argentinien                                                                                                   | Stolperstein für Werner Cohen                      | |
| Wiesenstraße 5 ·     | 14. Juni 2016  | Hier wohnte Meta Daniel Jg. 1906 Flucht 1938 Holland versteckt überlebt                                                                                     | Stolperstein für Meta Daniel                       | |
| Wiesenstraße 5 ·     | 14. Juni 2016  | Hier wohnte Hermann Daniel Jg. 1867 gedemütigt/entrechtet tot 14.6.1934                                                                                     | Stolperstein für Hermann Daniel                    | |
| Wiesenstraße 5 ·     | 14. Juni 2016  | Hier wohnte Paula Daniel geb. Sommer Jg. 1876 Flucht 1938 Holland interniert Westerbork deportiert 1943 Bergen-Belsen Theresienstadt ermordet 13.1.1945     | Stolperstein für Paula Daniel geb. Sommer          | |
| Wiesenstraße 5 ·     | 14. Juni 2016  | Hier wohnte Sally Frank Jg. 1894 Flucht 1938 Holland interniert Westerbork deportiert 1944 Theresienstadt Auschwitz 1944 Kaufering ermordet 17.1.1945       | Stolperstein für Sally Frank                       | |
| Wiesenstraße 5 ·     | 14. Juni 2016  | Hier wohnte Elli Frank geb. Daniel Jg. 1899 Flucht 1938 Holland interniert Westerbork deportiert 1944 Theresienstadt befreit                                | Stolperstein für Elli Frank geb. Daniel            | |